# Wolfcraft

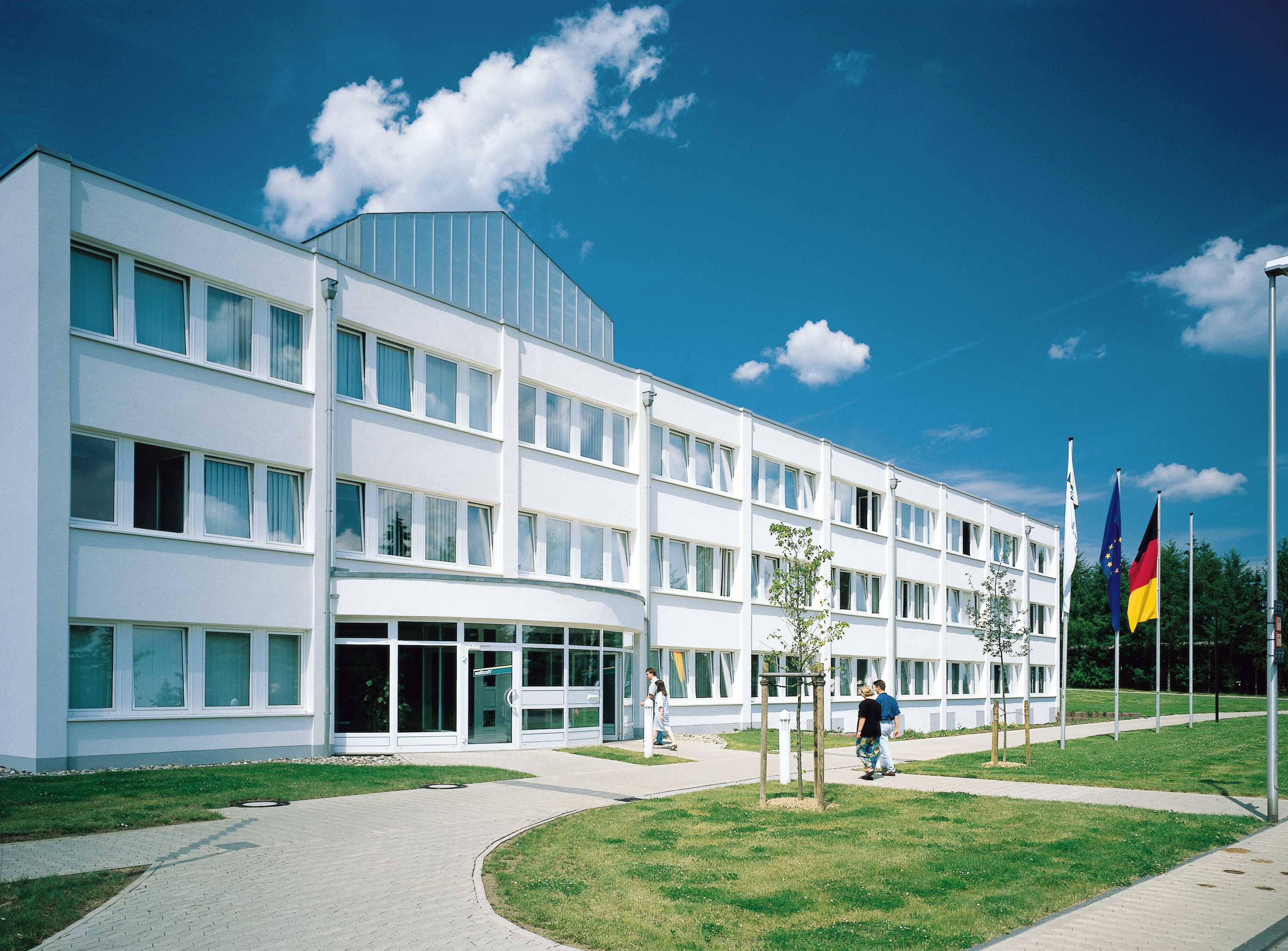
Wolfcraft-Zentrale in Kempenich

Die Wolfcraft GmbH ist ein im Jahr 1949 von Robert Wolff gegründetes Unternehmen. Es ist als Hersteller und Anbieter von Werkzeugen und Elektrowerkzeug-Zubehör tätig mit dem Schwerpunkt auf dem Heimwerker-Markt. Die Hauptabnehmer sind Baumärkte und Fachhandelsunternehmen.
Der Sitz der Geschäftsführung befindet sich in Kempenich in der Eifel. Neben Produktionskapazitäten in Fernost befinden sich weitere Werke in Weibern (Deutschland) und Malé Dvorníky (Slowakei). Wolfcraft hat einen Exportanteil von 66 % und eigene Vertriebsmitarbeiter im europäischen Ausland.
Das Unternehmen erwirtschaftete 2021 einen Umsatz von 118 Millionen Euro und beschäftigte über 650 Mitarbeiter in 16 Ländern. Stand 2023 werden unter der Marke wolfcraft rund 3000 Artikel angeboten.

## Geschichte
Die Firmengründung erfolgte 1949 in Remscheid durch den Werkzeugmacher und technischen Zeichner Robert Wolff (* 28. Januar 1921 in Remscheid; † 2. März 2010). als handwerklicher Hersteller von Bohrern, Feilen und Sägen für den Fachhandel. 1961 wurden erstmals unter der Marke „wolfcraft“ Werkzeuge für Heimwerker angeboten. 1965 verlegte das Unternehmen seinen Sitz von Remscheid nach Weibern in die Eifel. 1968 überschritt der Umsatz 2 Millionen DM. Mit der Produktion von Handfräsen wurde 1969 der Einstieg in die Fertigung und Entwicklung von Geräten vollzogen.
1976 wurde in Kempenich das Zentrallager in Betrieb genommen, wobei der Umsatz zu diesem Zeitpunkt erstmals 20 Millionen DM überschritt. 1982 übernahm mit Reinhard und Thomas Wolff die zweite Generation die Unternehmensleitung. Der Gesamtumsatz belief sich auf 50 Millionen DM.
1986 ging man mit einer Vertriebsniederlassung in Chicago auf den US-Markt. Robert Wolff erhielt im gleichen Jahr die Rudolf-Diesel-Medaille in Silber. 1989 wurden Tochtergesellschaften in Frankreich, Großbritannien und Italien gegründet. 1990 wurde eine zweite Fertigungsstätte in der Slowakei in Betrieb genommen. Zwei Jahre später folgte eine neue Logistikzentrale für Europa in Kempenich. Die Umsatzgrenze überschritt 100 Millionen DM. Der aktuelle Firmensitz mit neuem Verwaltungsgebäude wurde 1995 in Kempenich bezogen. Die Umsatzgrenze überschritt 150 Millionen DM. Mit den Produktgruppen „Laminat“ und „Trockenbau“ wurden 2008 erstmals komplette wolfcraft-Heimwerkersortimente angeboten. 2017 wurde das Unternehmen vom Rat für Formgebung mit dem „german brand award 2017“ ausgezeichnet. 2017 wurde eine neue Logistikhalle für 2,2 Mio. Euro gebaut. 2019 arbeiteten weltweit 630 Beschäftigte für Wolfcraft. Es gibt sieben Tochtergesellschaften in England, Frankreich, Italien, Slowakei, Spanien, Österreich und den USA.
Nach dem Unternehmensgründer wurde 2001 die Robert-Wolff-Halle in Weibern benannt. Außerdem erhielt er die Ehrenbürgerwürde der Gemeinde Kempenich.